# 卷毛柯
卷毛柯（学名：Lithocarpus floccosus）是壳斗科柯属的植物，为中国的特有植物。分布在中国大陆的江西、广东、福建等地，生长于海拔400米至700米的地区，常生长在山地常绿阔叶林中，目前尚未由人工引种栽培。